# Russisch-Persischer Krieg (1826–1828)
Der Russisch-Persische Krieg von 1826 bis 1828 war der letzte in einer Reihe von Kriegen zwischen dem Russischen Kaiserreich und Persien, den Russisch-Persischen Kriegen.

## Ursache und Anlass
Nach dem Frieden von Gulistan, der den Russisch-Persischen Krieg von 1804 bis 1813 beendete, geriet der persische Schah Fath Ali unter den Druck der Briten, die Gebiete zurückzuerobern. Die Briten versuchten zu dieser Zeit, Russlands Expansion in Zentralasien zu behindern.
Nach der Thronbesteigung des Zaren Nikolaus I. 1825 wurde Alexander Menschikow nach Persien gesandt, um dem Schah Fath Ali ein Bündnis mit Russland gegen die Türkei anzubieten; doch scheiterte das Projekt teils an Menschikows Schroffheit, teils am Übermut des Schahs. Im Frühling 1826 wurde Menschikow unter Hausarrest gestellt. Am 16. Juli zog eine 35.000 Mann starke persische Armee, geführt von Abbas Mirza, ohne Kriegserklärung über die russische Grenze in die Khanate Talysch und Karabach.

## Verlauf
Kurz nach dem Einmarsch der persischen Armee wechselten die Khanate von Baku, Quba und Talysch auf die Seite der Perser und überließen diesen ihre Städte kampflos. Der russische Generalgouverneur des Kaukasus, Alexei Jermolow, ließ die bevölkerungsreiche Stadt Gəncə evakuieren, da er der feindlichen Armee nichts entgegenzusetzen hatte. Er hielt sich in Şuşa, einer kleinen Stadt in Karabach, bis zum 5. September 1826, als Verstärkung durch General Valerian Grigorjewitsch Madatows Truppen eintraf.
Madatow führte die Russen bis an die Ufer des Schamchor. Dort schlugen die russischen Truppen am 3. Septemberjul. / 15. September 1826greg. die zahlenmäßig weit überlegenen persischen Truppen in die Flucht und erzwangen den Übergang über den Fluss. Am 5. Septemberjul. / 17. September 1826greg. nahmen die Russen Gəncə wieder ein. Daraufhin hob Abbas Mirza die Belagerung von Şuşa wieder auf und marschierte nach Gəncə. Eine weitere russische Armee unter Iwan Paskewitsch erreichte bald darauf Gəncə und bildete zusammen mit Madatows Truppen eine 8.000 Mann starke Armee unter Paskewitschs Kommando. Nahe der Stadt konnten sie die Perser zurückschlagen und vertrieben diese hinter den Aras.
Im Mai 1827 marschierte Paskewitsch nach Jerewan und nahm auf dem Weg dorthin Etschmiadsin ein. Später zog er weiter südwärts zur Festung Abbasabad am Aras bei Naxçıvan. Der Kriegsschauplatz war nun Armenien. Zwischendurch brachten jedoch im August 1827 die persischen Truppen den russischen Einheiten unter General Afanassi Krassowski bei Oschakan schwere Verluste bei. Die Hauptstadt des Khanats Jerewan wurde von Paskewitsch nach sechstägiger Belagerung am 1. Oktober eingenommen. 14 Tage später drang General Eristov bis Täbris vor und zwang den Schah zur Aufgabe.
Noch im Januar 1828 drangen russische Truppen bis zum Urmia-See vor, weswegen Abbas Mirza rasch den Friedensvertrag unterzeichnete.

## Ergebnis
Am 22. Februar 1828 wurde der Friede von Turkmantschai unterzeichnet. Dabei verlor Persien seinen Einfluss auf die Khanate von Jerewan und Naxçıvan, die nun zu Russland gehörten. Zudem musste der Schah 20.000.000 Silberrubel bezahlen und die Migration von Armeniern nach Russland erlauben. Außerdem wurden den Russen die Seeherrschaft über das Kaspische Meer und freier Handel zugesichert.
So verlor auch Großbritannien Einfluss in Persien und Russland konnte seine Herrschaft auf dem Kaukasus sichern. Der Ausbruch des Krieges hatte auch erst persische Hoffnungen genährt und endgültige Friedensforderungen von russischer Seite, wie von Alexander Gribojedow, behindert.